# Acadêmicos do Negão
Sociedade Recreativa e Cultural Acadêmicos do Negão é uma escola de samba do carnaval de Uruguaiana. Em 2013 por problemas financeiros não participou dos desfiles em Uruguaiana, sendo automaticamente rebaixada para o Grupo 2 em 2014.

## Carnavais
| Ano  | Colocação    | Grupo        | Enredo                                                           | Ref.          |              |
| ---- | ------------ | ------------ | ---------------------------------------------------------------- | ------------- | ------------ |
| 1999 | Campeã       | 2º           | César Passarinho - Carnaval e Nativismo.                         | [ 1 ]         |              |
| 2000 | Não desfilou |              |                                                                  | [ 1 ]         |              |
| 2001 | Não desfilou |              |                                                                  | [ 1 ]         |              |
| 2002 | Campeã       | 2º           | Homenagem a Paulo Freire.                                        | [ 4 ]         |              |
| 2003 | 6º lugar     | 1º           | Exaltação a imigração italiana.                                  | [ 5 ] [ 6 ]   |              |
| 2004 | Campeã       | 2º           |                                                                  | [ 7 ]         |              |
| 2005 | 6º lugar     | 1º           | Que é isso! As duas faces da moeda                               | [ 1 ]         |              |
| 2006 | Vice-campeã  | 2º           |                                                                  | [ 8 ]         |              |
| 2007 | 2º lugar     | 2º           | O desafio de viver sem o fantasma de envelhecer.                 | [ 9 ]         |              |
| 2008 | Não desfilou | Não desfilou | Não desfilou                                                     | Não desfilou  | Não desfilou |
| 2009 |              | 2º           |                                                                  | [ 11 ]        |              |
| 2010 | Vice-campeã  | 2º           | Quem avisa amigo é.                                              | [ 12 ]        |              |
| 2011 | Campeã       | 2º           | Do Sertão Nordestino ao Palácio do Planalto - o Silva do Brasil. | [ 13 ] [ 14 ] |              |
| 2012 | 8º lugar     | 1º           | Sangue Cristalino – A Essência da Vida!                          | [ 15 ] [ 16 ] |              |

## Títulos
- Campeã do 2º Grupo: 1999[1], 2002, 2004, 2011